# Combretum oliviforme
Combretum oliviforme là một loài thực vật có hoa trong họ Trâm bầu. Loài này được A.C.Chao mô tả khoa học đầu tiên năm 1958.